# Cobitis bilineata
Cobitis bilineata е вид лъчеперка от семейство Cobitidae. Видът не е застрашен от изчезване.

## Разпространение и местообитание
Разпространен е в Италия, Словения и Швейцария. Внесен е в Испания, Франция и Хърватия.
Обитава пясъчните дъна на сладководни басейни и реки.

## Описание
На дължина достигат до 10 cm.
Продължителността им на живот е около 4 години. Популацията на вида е стабилна.